# Тетрацианокадмоат калия
Тетрацианокадмат калия — неорганическое соединение,
комплексная соль кадмия, калия и иона синильной кислоты с формулой K2[Cd(CN)4],
бесцветные кристаллы, растворяется в воде.

## Получение
- Реакция сульфата кадмия и цианистого калия:

{\displaystyle {\mathsf {CdSO_{4}+4KCN\ {\xrightarrow {}}\ K_{2}[Cd(CN)_{4}]+K_{2}SO_{4}}}}
- Смешивание растворов цианидов кадмия и калия:

{\displaystyle {\mathsf {Cd(CN)_{2}+2KCN\ {\xrightarrow {}}\ K_{2}[Cd(CN)_{4}]}}}

## Физические свойства
Тетрацианокадмат калия образует бесцветные кристаллы
кубической сингонии,
пространственная группа F d3m,
параметры ячейки a = 1,287 нм, Z = 8.
Растворяется в воде.

## Химические свойства
- Разлагается сероводородом:

{\displaystyle {\mathsf {K_{2}[Cd(CN)_{4}]+H_{2}S\ {\xrightarrow {}}\ CdS\downarrow +2KCN+2HCN}}}